# Ріналдо Кунео
Ріналдо Кунео (англ. Rinaldo Cuneo; нар. 2 липня 1877, Сан-Франциско — пом. 27 грудня 1939, Сан-Франциско) — американський художник, відомий своїми пейзажами та муралами.

## Ранні роки та навчання
Ріналдо Кунео народився 2 липня 1877 року в Сан-Франциско в родині художників та музикантів італійського походження. Він був другою дитиною в родині Джованні (Джона) та Анни Кунео (всього в подружжя було семеро дітей). Його брати — Сайрус (1879—1916) та Егісто (1890—1972) — також стали художниками. Їхні сестри — Ермінія, Клорінда, Евеліна та Клелія — цікавилися музикою та оперою.
У віці 20 років Ріналдо Кунео був призваний до лав Військово-морських сил США під час Іспансько-американської війни і служив навідником на борту броненосця «Орегон» протягом трьох років. Потім він працював у сімейному бізнесі, квитковому агентстві пароплавної компанії, а згодом почав усерйоз займатися мистецтвом. Кунео відвідував вечірні заняття в Інституті мистецтв Марка Гопкінса, беручи уроки в Артура Френка Метьюса, Артура Патнема та Готтардо П'яццоні. Серед його однокласників були Ральф Стекпол та Мейнард Діксон.
Пізніше Ріналдо Кунео продовжив навчання в Лондоні та Академії Колароссі в Парижі. Серед наставників Кунео був і Джеймс Вістлер.

## Галерея

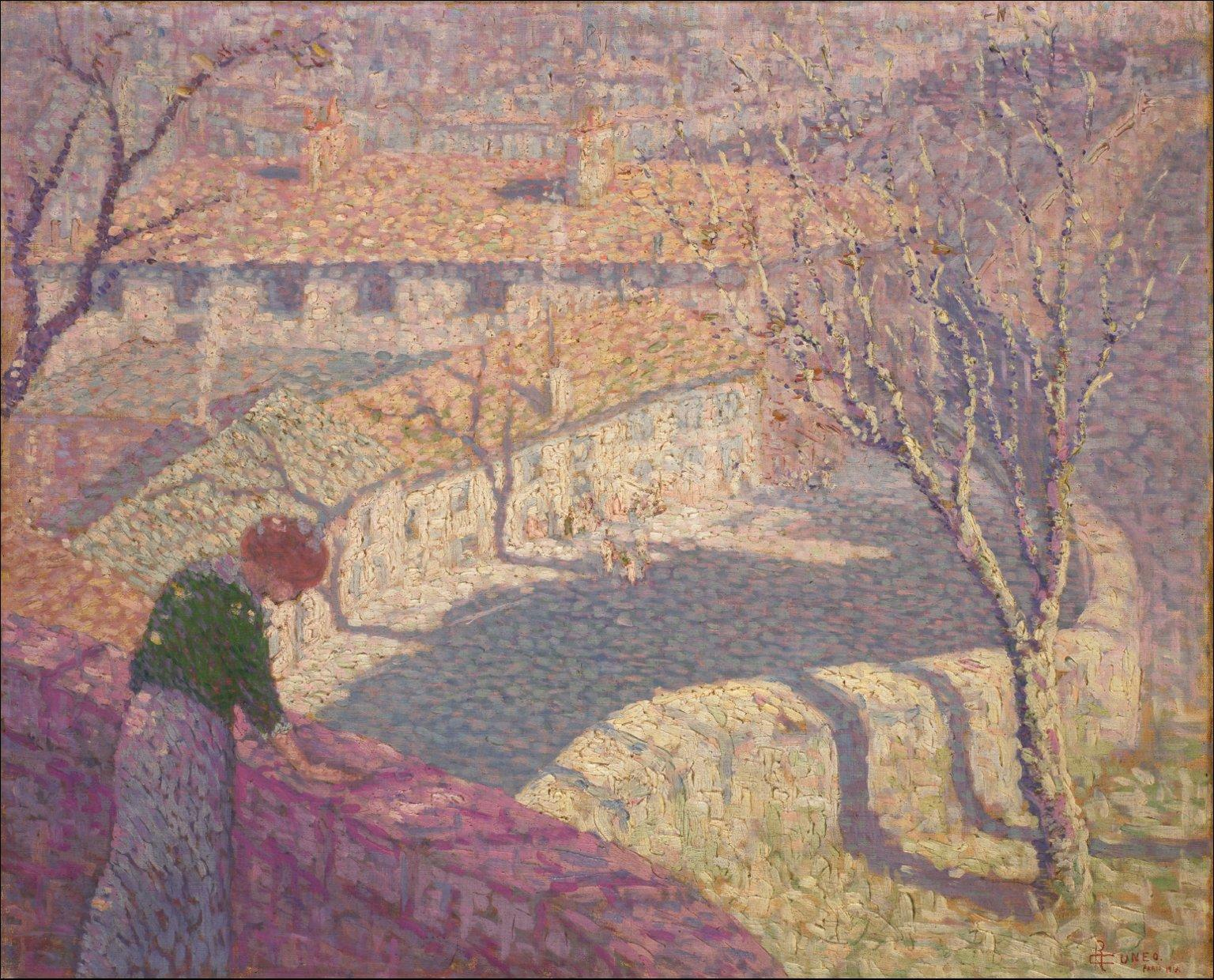
Гарний вид, Франція (бл. 1913)
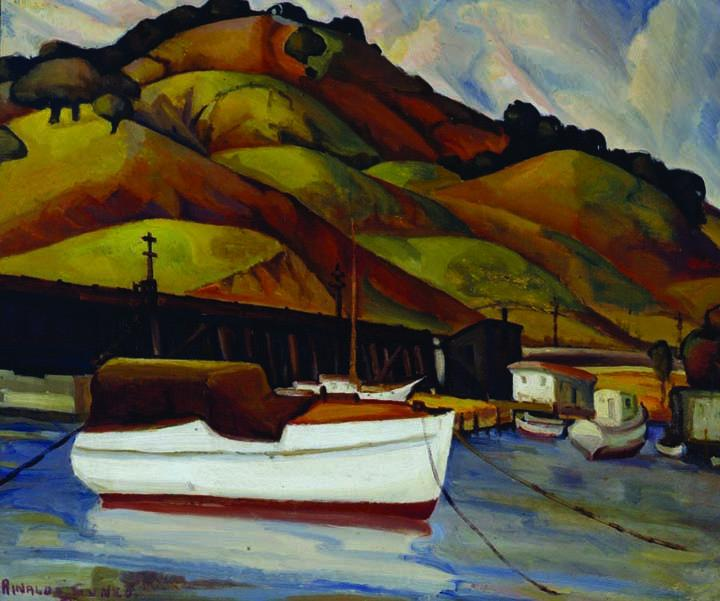
Каліфорнійські пагорби з білим човном (1930)
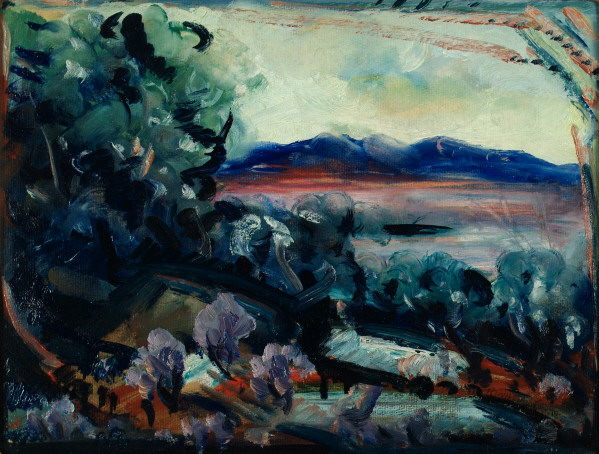
Північна Каліфорнія (бл. 1935)
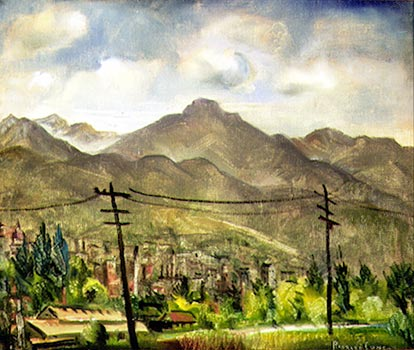
Місто і пагорби, Юта (бл. 1937)